# Ambre (jeu de rôle)
 (mars 2023).
Si vous disposez d'ouvrages ou d'articles de référence ou si vous connaissez des sites web de qualité traitant du thème abordé ici, merci de compléter l'article en donnant les références utiles à sa vérifiabilité et en les liant à la section « Notes et références ».
Pour les articles homonymes, voir Ambre (homonymie).
Ambre est un jeu de rôle édité en France par les Jeux Descartes à partir de 1994. Il a été conçu et écrit par Erick Wujcik, d'après le Cycle des Princes d'Ambre de Roger Zelazny. En 1970, Zelazny publie le premier tome du Cycle. À sa mort, en 1995, la série comptait une dizaine de romans et un jeu de rôles. Bien que le cycle ne fut pas achevé, il fit l'effet d'une petite révolution dans le monde de la fantasy à cause de son système de jeu sans dés.
La version francophone d'Ambre a été illustrée par Florence Magnin.

## Univers et principes de jeu
L'univers d'Ambre tel que développé dans les romans est très présent dans le jeu de rôle, les joueurs incarnant les fils des Princes d'Ambre ou de la Cour du Chaos — les héros des livres. Le monde dans lequel les personnages évoluent est en fait un multi-mondes, vaste plexus organisé entre deux pôles de réalité asymétriques : les Cours du Chaos et la cité d'Ambre. La présentation du jeu de rôles d'Ambre fait une grande place aux intrigues de pouvoirs, qui sont la trame principale des livres et qui offrent un support illimité au roleplay. Cela nécessite un effort d'appropriation de l'univers par le maître de jeu et les joueurs ; la liberté de jeu est au prix d'un investissement plus important que dans la plupart des autres jeux de rôles. Une autre particularité de ce jeu est l'absence de dés pour trancher les actions non triviales. Le hasard et le destin sont tributaires des conventions établies par Zelazny et de la bonne entente entre joueurs et maître de jeu. À ce titre, Ambre est souvent déconseillé aux joueurs débutants — mais sa souplesse peut à l'inverse être séduisante pour débuter.
Les inspirations des romans de Zelazny étaient le plus souvent médiévales-fantastiques : ces mêmes inspirations se retrouvent dans le livre de règles, qui sont plus des conventions et des éléments de jeu que des indications intangibles. Elles reprennent la liberté potentielle de naviguer à travers les univers infinis d'Ambre (les « ombres »), ce qui offre des perspectives tout à fait singulières pour un jeu de rôles : là où la plupart des jeux proposent un univers et le développent avec minutie, Ambre propose la seule liberté d'approfondir tout univers souhaité par ses joueurs.

## Caractéristiques
Dans le jeu, le joueur dirige un prince d'Ambre de la troisième génération. En tant que descendant du roi Oberon, les joueurs disposent de certaines capacités : une force et une intelligence surhumaine, l'immortalité temporelle, et surtout la possibilité de voyager dans les mondes (« marcher à travers Ombre »).
Pour se faire une idée du potentiel des personnages, on peut prendre quelques exemples : un prince d'Ambre ne rate jamais sa cible quand il tire une flèche sans handicap, il est en mesure de battre tous les grands joueurs d'échecs tout comme de se battre à l'épée plusieurs jours d'affilée, ou encore de contrôler les pensées d'un humain, etc. Les personnages incarnés par les joueurs commencent donc au plus haut de l'échelle sociale, avec pour seuls ennemis réels les Ambriens des générations antérieures et certains habitants des Cours du Chaos. Les complots et traîtrises sont légion à la cour d'Ambre : ne jamais faire confiance à un autre Prince d'Ambre est la première chose qu'apprend un jeune Prince. Cet élément caractéristique des romans rend parfois épiques les parties, car les joueurs rassemblés autour d'une même table peuvent avoir des intérêts fortement divergents.
Une première singularité de ce jeu est qu'il permet au joueur de se déplacer dans n'importe quelle ombre imaginable, et ce à n'importe quelle époque, puisque les Ambriens et les habitants des « Cours du Chaos » ont un contrôle sur les espaces-temps. Tous les mondes possibles existent dans Ambre, et leurs aspects dépendent de l'infinité de « dosages » différents entre Ordre et Chaos. Les possibilités de ce jeu sont donc potentiellement infinies. On pourra y jouer des campagnes très différentes, selon l'orientation choisie par le maître de jeu, les envies ponctuelles des joueurs, etc.

## Règles
Ambre se pratique sans aucun système de dés ou de jets aléatoires — contrairement à la plupart des autres jeux de rôles. Les joueurs doivent se référer aux décisions du maître de jeu, qui interprète leurs actions : le rôle play, ou art d'incarner son personnage, est le principal moteur d'Ambre. La magie est très diversifiée et le système sans dés qui la régit s'avère assez fonctionnel. Un joueur débutant appréciant le role play trouvera rapidement ses marques tandis qu'un joueur expérimenté pourra mettre à profit la richesse du jeu pour développer les scénarios de manière plus libre que dans un jeu de rôles à règles "figées".
En ce qui concerne la méthode de tirage des personnages, qui s'affranchit elle aussi de l'utilisation du dé, Erick Wujcik a conçu un système d'enchère où chaque joueur dispose d'une centaine de points, qu'il devra répartir entre différents attributs (Force, Psyché, Combat et Endurance). Les points servent également à acheter des armes, des pouvoirs, des protecteurs ou du Karma.
Exemple : pour l'attribut Combat, chaque joueur fait une mise de départ, et les enchères se poursuivent jusqu'à l'abandon de l'un des deux derniers enchérisseurs. Le joueur qui possèdera le maximum de points en Combat sera capable de battre tous les autres joueurs sur cet attribut.
Généralement, les parties d'Ambre s'appuient surtout sur des conflits inter-ombres ou bien des conflits entre Ambre et les Cours du Chaos, car les personnages des joueurs ont des capacités physiques et magiques bien plus importantes que celles des habitants des Ombres (dont fait partie la Terre). Au fil des parties, les caractéristiques chiffrées des personnages varient de simples indicateurs à valeurs arbitres : si la plupart du temps, Ambre fait la part belle aux dialogues, il se peut que naisse une situation de conflit où un repère stable devient nécessaire. L'expérience des joueurs augmentant, la confiance entre ceux-là et le maître de jeu devenant complète, ces situations deviennent plus rares et les parties peuvent se dérouler entièrement sans feuille de personnages (ou pour simple aide-mémoire).